# Esna
Esna (egipčanska arabščina إسنا IPA: [ʔesnæ], staroegipčansko: jwny.t ali tꜣ-snt; koptsko ⲥⲛⲏ Snē od tꜣ-snt; grški kojne Λατόπολις Latópolis ali πόλις Λάτων (Pólis Látōn) ali Λάττων (Lattōn); latinsko Lato) je mesto v Egiptu. Leži na zahodnem obrežju Nila, približno 55 km južno od Luksorja. Mesto je bilo nekoč del sodobnega governorata Qena, vendar je od 9. 12. 2009 vključeno v nov governorat Luksor.

## Latopolis
To mesto Latopolis (kraj Λάτων) v Thebaidu zgornjega Egipta se ne sme zamenjati z bolj severnim mestom Letopolis (Λητοῦς Πόλις), starodavnim Khemom, modernim Ausimom, v delti Nila v spodnjem Egiptu.

## Antično mesto
Ime "Latopolis" je v čast nilskega ostriža (Lates niloticus), največje od 52 vrst rib, ki živijo v Nilu [11], ki jih je bilo v teh deželah v preteklosti obilno in se pojavljajo v skulpturah med simboli boginje Neit, ki so jo povezali stari Grki s Palas-Ateno, obkrožen z ovalnim ščitom ali obročem, ki označuje kraljevsko ali božansko. Pokopan je bil, Lates niloticus, na pokopališču zahodno od mesta.
Tempelj v Esni, posvečen bogu Hnumu, njegovima ženama Menhit in Nebtu, sinu Heka in boginji Neit, je bil izjemen po lepoti lokacije in veličastnosti arhitekture. Zgrajen je bil iz rdečega peščenjaka, njegov portik je sestavljen iz šestih vrst po štiri stebre, z velikimi kapiteli v obliki lotosovega cveta, ki pa se med seboj razlikujejo.
Še en tempelj iz istega obdobja je bil identificiran v Kom Meru, približno 12 km južno, vendar ga ni mogoče izkopati, ker je nad njim zgrajena sodobna vas.
Tam je bil manjši tempelj, posvečen triadi Latopolisa, približno dva kilometra in pol severno od mesta, v vasi, imenovani el-Dayr. Tukaj je tudi majhen Zodiak iz obdobja Ptolemaja III. Euergeta (246-221 pr. n. št.). Ta zadnji objekt je bil uničen v 19. stoletju, saj je stal na poti novega kanala. Tempelj v Esnie je bil očiščen zemlje in drobirja, ki sta zapolnjevala območje, ko ga je Denon obiskal in je sredi 19. stoletja služil kot skladišče za bombaž.
Z izjemo podboja prehoda, ki je zdaj spremenjen v prag, vladavine Tutmoza II. (osemnajsta dinastija), ostanki Latopolisa pripadajo ptolemajskim ali rimskemu obdobju. Ptolemaj III. Euerget, ki je obnovil veliko templjev v zgornjem Egiptu, je bil dobrodelnik v Latopolisu, in je upodobljen na stenah templja, ko mu sledi udomačeni lev in pri dejanju ko napada voditelje svojih sovražnikov. Ime Ptolemaj V. Epifan najdemo na vratih. Čeprav so ruševin impresivne, skulpture in hieroglifi dokazujejo propad egiptovske umetnosti. Zahodni zid prikazuje reliefe Ptolemaja VI. Filometorja in Ptolemaja VIII. z vzdevkom Fiskon. Pronaos, ki obstaja sam, je podoben slogu Apolonopolisa Magne (Edfu) in se je začel v času vladavine Klavdija (41-54 n. št.) in končal v času Vespazijana, katerega ime in nazivi so izrezljani nad vhodom. Na stropu pronaosa je večji latopolianski Zodiak. Ime cesarja Geta, zadnjega vladarja, ki ga je mogoče prebrati v hieroglifih, čeprav ga je delno izbrisal njegov brat in morilec Karakala (212), je še vedno berljiv na stenah Latopolisa. Zdi se, da so Rimljani pred gradnjo lastne zgradbe uničili tudi klet prejšnjega egiptovskega templja. Procesijska pot, ki je verjetno povezovala pristanišče s templjem, je izginila. Na pomolu je kartuša Marka Avrelija.
Pokopališče zahodno od mesta, kjer so pokopali Lates niloticus, vsebuje tudi grobove ljudi, ki izvirajo iz srednjega kraljestva do poznega obdobja.

### Ritualni pomen
Tempelj v Esni daje občutek pomena, ki so ga stari Egipčani namenjali svojim mestom čaščenja. Vsi Egipčani, ki so vstopili v tempelj, so morali »izpolnjevati stroga pravila v zvezi z ritualno čistostjo«. Po napisih, vrezanih na stenah templja, naj bi tisti, ki so vstopili vanj, imeli postrižene svoje nohte, odstranjene druge telesne dlake, umite roke z natronom (naravna sol), »biti oblečeni v platno (jim je bilo prepovedano nositi volno) in da več dni ne bi imeli spolnega odnosa«.

## Sodobna Esna
V Esni sta dva mostova, ki so ju zgradili Britanci leta 1906 in "Električni most", zgrajen 1990-ih. Plovba, zlasti križark po Nilu, ki prevažajo turiste iz Luksorja v Asuan, 155 km gorvodno, se lahko zadržijo ure ko se plovila dvigajo po sistemu zapornic.
Dve glavni zanimivosti Esne sta njena živahna turistično usmerjena tržnica, ki zapolnjuje nekaj ulic, ki vodijo v notranjost mesta. Drug je tempelj, ki je bil le delno izkopan in je približno 200 metrov od reke in približno 9 metrov pod nivojem ulice.
napad 2017
Napadalci v patruljo so ubili policista in civiliste ter ranili še tri druge žrtve.

### Nekdanja škofija
Pod starejšim imenom "Latopolis" je mesto zdaj rimokatoliška naslovna škofija.